# Kindertijd
 Kindertijd   (Russisch: = Детство) uit 1852 is de eerste roman van de Russische schrijver Leo Tolstoj. Het is tevens het eerste  deel van een semiautobiografisch drieluik over zijn jeugd. Het boek beslaat grotendeels een tijdsbestek van enkele dagen voor en na een jachtpartij. Daarna volgt het vertrek naar oma in Moskou en de terugkomst in Petrowskoje voor de begrafenis van mama. Veel in het Frans gestelde episodes werden vertaald, een enkele Franse zin duikt af en toe op in deze Nederlandse vertaling.

## Inhoud
Nikolaj Petrowitsj Irtenjev is een verlegen tienjarige jongen met krullen als hij vertelt van een opwindende jachtpartij op het landgoed Petrowskoje van zijn vader. Hij leeft daar met zijn moeder, zijn oudere broer Wolodja en zijn zus Ljoebotsjka. Er is veel personeel op het landgoed en een Duitse huisleraar Karl Iwanytsj Mauer. Deze laatste is de kinderen van de familie zeer toegedaan. Het treft hem dan ook hard dat de vader, Pjotr Aleksandrowitsj Irtenjew hem voor het vertrek naar Moskou met zijn zoons na 12 jaar trouwe dienst wil ontslaan. Nikolaj bemerkt tot zijn voldoening dat Karl zelfs af wil zien van zijn salaris als hij mee mag, zoveel houdt hij van de kinderen. Pjotr handhaaft nu zijn aanstelling en verhoogt zelfs zijn salaris.
Vader Pjotr is volgens zijn zoon een succesvol kaartspeler, die miljoenen zou hebben verdiend, en een man die achter de vrouwen aanzit. Bij zijn vertrek naar Moskou met zijn zoons blijft moeder, Natalja Nikolajewna Irtenjewa, met haar dochter op het landgoed achter. Zij is een lieve vrouw die in alles haar man steunt. Vader en zoon trekken in bij oma in Moskou. Daar heersen de wetten van de grootstedelijke etiquette. Op de naamdag van oma maakt Nikolaj goede sier met een gedicht, dat hij gedeeltelijk heeft ontleend aan eerder werk van huisleraar Karl. Tijdens een bal mogen de jonge jongens en meisjes ook mee dansen. Nikolaj is een verlegen jongen en heeft het er ontzettend moeilijk maar weet toch tijdens de mazurka indruk te maken op zijn eerste liefde Sonjetska Walachia.
Vader en zonen moeten door een brief gealarmeerd pijlsnel uit Moskou vertrekken naar het landgoed, waar moeder op sterven ligt. De dood van zijn mama markeert voor Nikolaj het definitieve einde van zijn kindertijd. Na de begrafenis vertrekt een veel grotere stoet richting Moskou. Ook zusje Ljoebotsjka en de gouvernante Mimi en haar dochter Katjenka gaan mee. Op het landgoed sterft de oude toeverlaat van mama, Natasjka, in alle eenzaamheid.

## Semiautobiografisch
De vader van Leo Tolstoj stierf jong. De vader van Nikolaj hertrouwt zelfs, waarmee de trilogie dus op een belangrijk punt afwijkt van het echte leven. Verder ging Leo Tolstoj niet naar de universiteit van Moskou, maar naar die van Kazan. Dit maakt dat de auteur ongetwijfeld de sfeer van zijn opgroeien heeft willen schetsen, zonder de belangrijke feiten allemaal letterlijk over te nemen.